# Sanoczek (wieś)

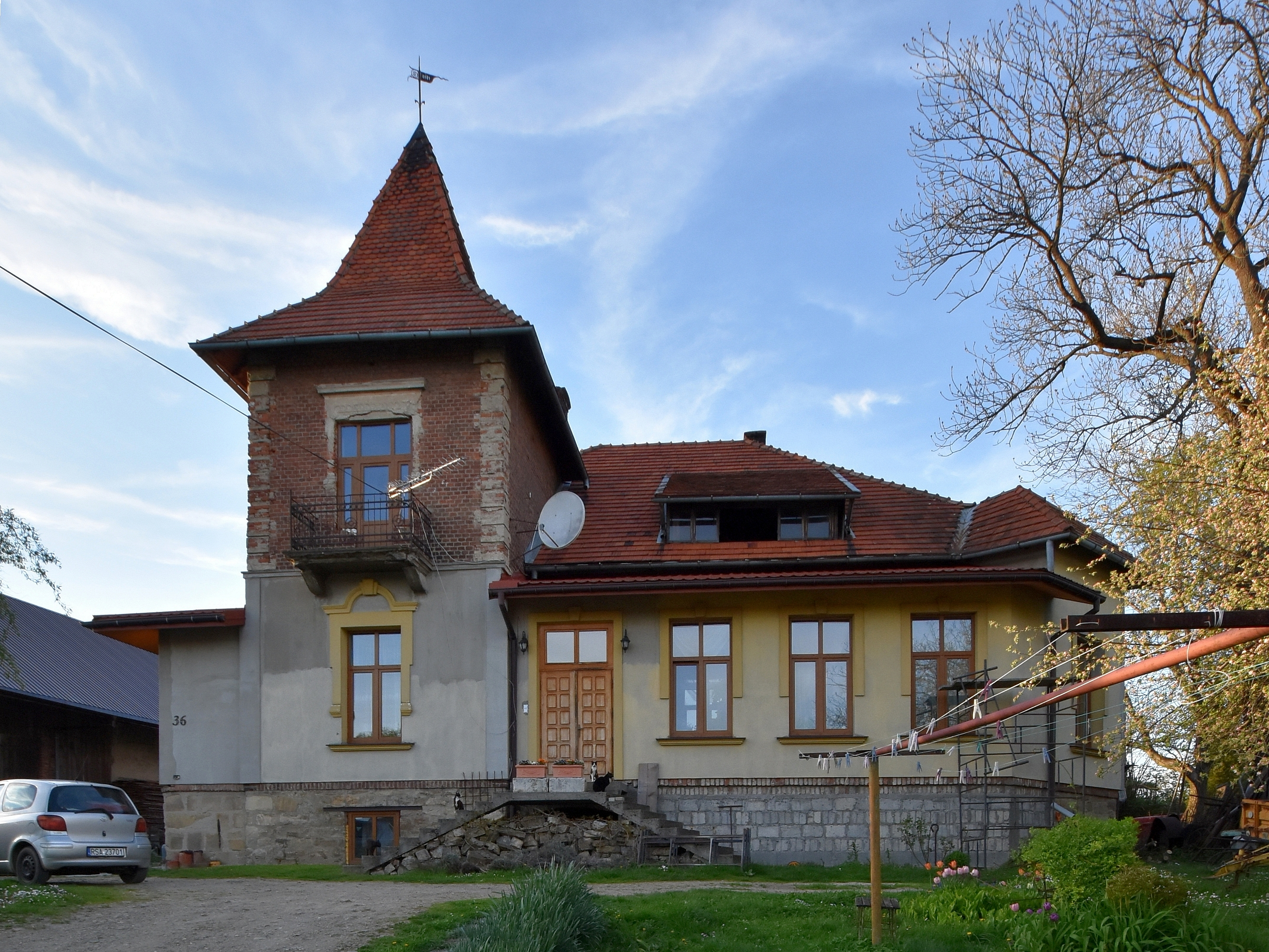
Dwór

Sanoczek (Ukr.СЯНІЧОК  ) – wieś w Polsce położona w województwie podkarpackim, w powiecie sanockim, w gminie Sanok. Leży na Pogórzu Bukowskim.
W Sanoczku znajduje się dawna cerkiew, obecnie kościół filialny rzymskokatolickiej parafii Narodzenia Najświętszej Maryi Panny w Sanoku.

## Części wsi
| SIMC    | Nazwa   | Rodzaj    |
| ------- | ------- | --------- |
| 0359623 | Tuchorz | część wsi |

## Historia
Sanoczek jako wieś królewska uzyskał przywilej lokacyjny na prawie magdeburskim w 1422 roku. Była to wieś służebna zamku sanockiego, do powinności mieszkańców należały naprawy parkanów zamkowych. W 1437 roku odnotowano, że młynarzem był kmieć o nazwisku Stein. Pierwsi odnotowani dzierżawcy wsi to Mikołaj Zamby, następnie Hlason, Jan Kobylański de Kobylany, a od 1443 roku Jerzy Matiaszowicz z Humnisk.
W XIX wieku do końca życia właścicielem posiadłości tabularnej w Sanoczku był Jan Tchorznicki (zm. 1868). Na przełomie XIX i XX wieku właścicielem wsi był Aleksander Mniszek-Tchorznicki. W 1905 Józefa Rylska posiadała we wsi obszar 297,7 ha. Przed 1939 właścicielem dóbr był Henryk Mniszek-Tchorznicki.
W Sanoczku istnieje dwór z 1910, należący niegdyś do rodziny Rappe.
W latach 1975–1998 miejscowość administracyjnie należała do województwa krośnieńskiego.

## Osoby związane z miejscowością
- dr Józef Falęcki (1829–1879, lekarz),
- ks. płk. Stanisław Sinkowski (1892–1942, kapłan rzymskokatolickim oficer Wojska Polskiego).